# Anne Poiret
Anne Poiret, née le 6 décembre 1976, est une journaliste et réalisatrice française.
Elle est spécialiste des questions de l’après-guerre au Moyen-Orient, en Afrique et en Asie.
Elle est lauréate du prix Albert-Londres 2007 pour Muttur : crime contre l'humanitaire et du International Emmy Award pour le meilleur documentaire en 2022 pour Enfants de Daech, les damnés de la guerre. 
Elle publie en 2024 sa première bande dessinée Mahar le lionceau ou l’enfance perdue des jeunes soldats de Daech.

## Biographie

### Études
Anne Poiret étudie à l’Institut d'études politiques de Paris. Elle en ressort diplômée en 1999 et suit l'année suivante un master en journalisme de l’Université de New York.

### Carrière
Anne Poiret commence sa carrière en publiant en 2006 L'ultime tabou : Femmes pédophiles, Femmes incestueuses alors qu'elle travaille à la rédaction de C dans l'air sur France 5.
Elle écrit et réalise ensuite plusieurs documentaires sur ses thèmes de prédilection : l'après-guerre et les zones grises. Son premier film, Muttur: crime contre l'humanitaire, lui vaut le prestigieux prix Albert Londres. Elle y enquête sur l’assassinat non résolu de 17 humanitaires au Sri Lanka.
Les sujets l’emmènent dans les pays en reconstruction comme la Libye, l’Irak ou la toute nouvelle République du Soudan du Sud qui part de zéro. Elle enquête également sur le génocide des Héréros et des Namas en Namibie et sur le Cachemire et la Syrie, zones sous tensions extrêmes.
Les œuvres d’Anne Poiret sont engagées. Dans Épidémies, la menace invisible, Bienvenue au Réfugistan ou Mon pays fabrique des armes, elle questionne sur l’action des pouvoirs publics et d'entreprises internationales.
Elle collabore à différents magazines d’information dont Un Œil sur la planète, 13 :15, le samedi et Envoyé Spécial sur France 2, Arte reportage sur Arte. Elle est membre du jury de Étoiles de la Scam 2019.
En mai 2023, elle devient membre permanente du jury du Prix Albert Londres, succédant à Marc Kravetz.
Anne Poiret publie en avril 2024 avec Lars Horneman sa première bande dessinée Mahar le lionceau ou l’enfance perdue des jeunes soldats de Daech, où elle raconte sa rencontre avec un jeune yézidi d’Irak enrôlé de force par Daech à l’âge de dix ans. 

## Principaux documentaires

### Muttur: crime contre l'humanitaire
Le 4 août 2006, 17 travailleurs humanitaires d’Action contre la faim sont assassinés dans la ville de Muttur, dans le nord-est du Sri Lanka. C’est la première fois qu’une organisation non gouvernementale est frappée si durement. Pourtant, six mois plus tard, les réactions de la communauté internationale ne se font toujours pas sentir. Anne Poiret, Gwenlaouen Le Gouil et Fabrice Launay décident d’aller enquêter sur le terrain, en prétextant un reportage sur les conséquences du tsunami de décembre 2004 dans l'océan Indien.
Le documentaire pointe du doigt Action contre la faim qui n’a semble-t-il pas suffisamment protégé son personnel et l’inaction de la France alors que l’ONG est l’une des plus importantes de l’Hexagone. Il est diffusé pour la première fois le 25 février 2007 sur France 5 dans Dimanche investigation.
Les trois journalistes reçoivent le prix Albert-Londres de l'audiovisuel en 2007 qui récompense les meilleurs « Grands Reporters » francophones âgés de moins de 40 ans. À la suite de ce succès et de la récente nomination de Bernard Kouchner comme ministre des affaires étrangères, Anne Poiret déclare qu’« Un changement d'attitude pourrait survenir aujourd'hui. » Action contre la faim a choisi de rester au Sri Lanka, malgré les risques, afin de suivre les développements de l'enquête.

### Fabrique d'un État
Le 9 juillet 2011, la République du Soudan du sud prend son indépendance de Khartoum et devient le 193e membre des Nations Unies. Anne Poiret et Florence Martin-Kessler suivent la naissance de ce nouvel État sous perfusion internationale. Elles accompagnent pendant un an Lise Grande, représentante de l’ONU spécialiste des reconstructions et Riek Machar, un ancien chef de guerre devenu vice-président du pays. En résulte un documentaire tragicomique qui montre le décalage entre les bonnes intentions, les rêves de grandeurs et les réalités d'un pays épuisé par cinquante ans de guerres. Fabrique d'un État est diffusé pour la première fois le 9 juillet 2013 sur Arte. Les images du film servent également à réaliser une vidéo pour la rubrique Op-Docs du New York Times dans laquelle les deux réalisatrices y présentent les douze étapes de la construction d'un nouvel État à partir de zéro.
Dans sa présentation pour la revue XXI dans laquelle elle commente le film en dix plans, Anne Poiret, écrit qu'elle « aime les après-guerres, les demi-teintes, et les situations complexes. [Elle a] trouvé le Soudan du Sud tout à fait à [son] goût ».

### Mon pays fabrique des armes
Dans Mon pays fabrique des armes et Mon pays vend des armes, le livre qui l’accompagne, Anne Poiret s’interroge sur les contradictions françaises, pays des droits de l’homme signataire du Traité sur le commerce des armes, devenu le troisième exportateur d’armes sous la présidence de François Hollande.

### Enfants de Daech, les damnés de la guerre
Dans ce documentaire, Anne Poiret alerte et s’interroge sur l’avenir des dizaines de milliers d'enfants soldats ou d'enfants de djihadistes que Daech a laissée derrière elle : 
Après Al-Qaida et l’État islamique, quel groupe radical profitera de la crédulité de cette jeunesse meurtrie ? Que vont devenir ces enfants du chaos ? L’Irak est un pays de résilience. L’enfance est une résilience : mais jusqu’à quand ?
Elle suit et dresse les portraits d'enfants irakiens stigmatisés depuis la fin de la guerre contre l’État Islamique. Privés de papiers d’identité, d’accès à l’école, aux soins médicaux ou à l’aide alimentaire, ils errent dans les faubourgs de Mossoul sans existence légale.
Produit par Cinétévé, Enfants de Daech, les damnés de la guerre est diffusé pour la première fois en en mai 2021 dans Le Monde en face sur France 5. Le film reçoit le prix du public du Festival International du grand reportage d'actualité et du documentaire de société (Figra) 2022 à Douai. Il est désigné meilleur documentaire aux International Emmy Awards.

## Filmographie
- 2007 : Muttur: crime contre l'humanitaire (maximal news télévision-France 5)[19]
- 2012 : Namibie, le génocide du IIe Reich[20]
- 2013 : Fabrique d'un état[21]
- 2014 : Épidémies, la menace invisible[22]
- 2015 : Libye : l’impossible État-nation[23]
- 2016 : Cachemire, au cœur d'une poudrière[24]
- 2016 : Bienvenue au Réfugistan[25]
- 2017 : Syrie, mission impossible[26]
- 2018 : Mon pays fabrique des armes[27]
- 2019 : Mossoul, après la guerre[28]
- 2021 : Enfants de Daech, les damnés de la guerre[29]

## Publications
- L'ultime tabou : Femmes pédophiles, Femmes incestueuses, Éditions Patrick Robin, 19 janvier 2006, 189 pages,  (ISBN 2352280001)
- Mon pays vend des armes, Éditions Les Arènes, Coll. « AR.Enquêtes », 15 mai 2019, 297 pages,  (ISBN 2711201066)[30],[31]
- Anne Poiret et Lars Horneman, Mahar le lionceau ou L'enfance perdue des jeunes soldats de Daech, Delcourt, coll. « Encrages », 2024 (ISBN 978-2-413-04410-9)

## Distinctions
Récompenses
- 2007 : Prix Albert-Londres de l'audiovisuel pour Muttur : Un crime contre l'humanitaire
- 2013 : Prix du Jury du festival WatchDocs de Varsovie pour Fabrique d'un état
- 2017 : Étoile de la Scam pour Bienvenue au Réfugistan[32]
- 2020 : Prix spécial du jury du Figra pour Mossoul après la guerre[33]
- 2022 : Prix Média Enfance Majuscule 2022 Catégorie Documentaire tourné à l'étranger pour Enfants de Daech, les damnés de la guerre
- 2022 : Prix International Emmy Award Catégorie Documentaire pour Enfants de Daech, les damnés de la guerre[34],[35]